# Simnas
Simnas est une ville de Lituanie ayant en 2005 une population de 1 960 habitants.

## Histoire
Le 2 septembre 1941, la communauté juive de la ville est assassinée par un einsatzgruppen. L'exécution de masse fait 414 morts: 68 hommes, 197 femmes et 149 enfants. Un mémorial est construit sur le site du massacre.